# L'Effet papillon (pièce de théâtre)
Pour les articles homonymes, voir L'Effet papillon.
L'Effet papillon est une pièce de théâtre de Caroline Duffau et Stéphan Guérin-Tillié, représentée pour la première fois au Théâtre Marigny en 2008.

## Argument
Ils sont six trentenaires.
Ils détestent les séparations, Jacques Brel, les déménagements, les contes de fées, les frigos, les baignoires et les comédies romantiques.
Ils aiment la tour Eiffel illuminée, U2, les baisers langoureux, les pistes de danse, la guitare de Jimi Hendrix et les ailes des papillons.
Ils voudraient que tout soit encore possible comme dans un concert des Rolling Stones. « Satisfaction », tu parles !

## Fiche technique
- Auteurs et metteurs en scène : Caroline Duffau et Stéphan Guérin-Tillié
- Décors : Fred Remuzat
- Ingénieur du son : Vincent Butori et Jean-François Thomelin
- Directeur de la photographie : Patrick Clitus

## Distribution
- Dominique Guillo : Octave
- Stéphan Guérin-Tillié : Swan
- Anne Suarez : Alice
- Toinette Laquiere : La narratrice
- Alexandra London : Aurélia
- Fabio Zenoni : Fred
- Denis Sebbah : Hubert